# Marjo Matikainen-Kallström
Marjo Tuulevi Matikainen-Kallström, född 3 februari 1965 i Lojo, är en  finländsk politiker (Samlingspartiet) och f.d. längdskidåkare.
Matikainen-Kallström var under flicknamnet Matikainen en av världens bästa kvinnliga längdskidåkare under den andra hälften av 1980-talet. Hon tog ett individuellt OS-guld, två individuella VM-guld, ett VM-guld i stafett samt ytterligare sju internationella mästerskapsmedaljer. Tre år i rad, 1986, 1987 och 1988 vann hon den totala världscupen i längdskidor.
Hon utbildade sig till ingenjör och arbetade under några år som sådan vid finländska företag, innan hennes politiska karriär började på allvar.
Mellan 1996 och 2004 var Marjo Matikainen-Kallström ledamot av Europaparlamentet för liberalkonservativa Samlingspartiet, och sedan 2004 sitter hon i Finlands riksdag för samma parti. Sedan 2004 är hon även vice ordförande i Samlingspartiet.

## Utmärkelser
- Riddartecknet av I klass av Finlands Lejons orden,  6 december 2008[1]
- Riddartecknet av I klass av Finlands Lejons orden,  6 december 2017[2]
- Finlands idrottskulturs förtjänstkors i guld[2]

[Redigera Wikidata]